# بريان يونغ (كاتب)
بريان يونغ (بالإنجليزية: Bryan Young)‏ هو مدون وكاتب ومخرج أمريكي، ولد في 17 يوليو 1980 في Luke Air Force Base ‏ في الولايات المتحدة.

## وصلات خارجية
- بريان يونغ على موقع IMDb (الإنجليزية)
- بريان يونغ على موقع أول موفي (الإنجليزية)
- بريان يونغ على موقع قاعدة بيانات الفيلم (الإنجليزية)
- بريان يونغ على موقع كينوبويسك (الروسية)